# Le Midi Socialiste
Le Midi Socialiste war eine französische reformsozialistische Tageszeitung, die von 1908 bis 1944 in Toulouse erschien.
Die Zeitung wurde von den sozialistischen Abgeordneten der Nationalversammlung Vincent Auriol (1947 bis 1954 französischer Staatspräsident) und Albert Bedouce als Gegenpart zur radikalsozialistischen Zeitung La Dépêche du Midi gegründet. Der von der Dépêche du Midi kommende Auriol übernahm die Chefredaktion, Bedouce zusammen mit einem weiteren sozialistischen Abgeordneten, Antoine Ellen-Prévot, die Leitung des politischen Ressorts. Die Verwaltung führte Émile Berlia.
Der Midi Socialiste hatte eine Auflage von 25.000 Exemplaren und publizierte bis zu seiner Einstellung insgesamt 12.724 Ausgaben.
Er hatte Anfang des 20. Jahrhunderts einigen Einfluss auf die regionale Politik, hauptsächlich dank angesehener Autoren wie Jean Jaurès, der zuvor mit der Dépêche du Midi zusammengearbeitet hatte (Mitgründer der Humanité, 1914 von einem Nationalisten ermordet), Alexandre Varenne, Paul Ramadier (Januar bis November 1947 Premierminister), Léon Blum (zwischen 1936 und 1950 mehrfach Premierminister) und des Wirtschaftsjournalisten Étienne Billières.
Die Toulouser Stadtbibliothek verfügt über sämtliche Ausgaben des Midi Socialiste. Sie können auf der Website des Patrimoine numérique des französischen Kulturministeriums frei abgerufen werden.